# Stefaniola halothamnis
Stefaniola halothamnis är en tvåvingeart som beskrevs av Fedotova 1992. Stefaniola halothamnis ingår i släktet Stefaniola och familjen gallmyggor.
Artens utbredningsområde är Turkmenistan. Inga underarter finns listade i Catalogue of Life.